# Ōizumigakuenchō
 (mai 2021).
Si vous disposez d'ouvrages ou d'articles de référence ou si vous connaissez des sites web de qualité traitant du thème abordé ici, merci de compléter l'article en donnant les références utiles à sa vérifiabilité et en les liant à la section « Notes et références ».
Ōizumigakuenchō (大泉学園町, Ōizumi-gakuen-cho) est un quartier de l'arrondissement de Nerima à Tokyo. Il est situé à environ 1,5 kilomètre au nord de la gare d'Ōizumi-gakuen sur la ligne Ikebukuro de la compagnie Seibu et se compose de neuf chōme. Son code postal est le 178-0061.
Le quartier est familièrement appelé « Ōizumigakuen ». Toutefois, le terme simplifié est souvent utilisé pour désigner la grande région Ōizumi englobant aussi les villes de Ōizumimachi (大泉町), Nishiōizumi (西大泉), Nishiōizumimachi (西大泉町), Higashiōizumi (東大泉) et Minamiōizumi (南大泉).
Historiquement, la principale industrie de la région Ōizumi était l'agriculture. Mais après l’ouverture de la gare de Higashi-Ōizumi (aujourd’hui gare de Ōizumi-gakuen) en 1924, les activités commerciales se sont développées dans ses environs et Ōizumigakuenchō est progressivement devenu un quartier résidentiel pour une population aisée.